# Lauterborniella
Lauterborniella är ett släkte av tvåvingar som beskrevs av August Friedrich Thienemann och Bause 1913. Lauterborniella ingår i familjen fjädermyggor.
Kladogram enligt Catalogue of Life och Dyntaxa:
| Lauterborniella | \| \| Lauterborniella agrayloides \| \| \| \| \| \| Lauterborniella annulipes \| \| \| \| \| \| Lauterborniella cristata \| \| \| \| \| \| Lauterborniella fuscoguttata \| \| \| \| \| \| Lauterborniella longiventris \| \| \| \| \| \| Lauterborniella pulchra \| \| \| \| \| \| Lauterborniella varipennis \| \| \| \| |
|                 | \| \| Lauterborniella agrayloides \| \| \| \| \| \| Lauterborniella annulipes \| \| \| \| \| \| Lauterborniella cristata \| \| \| \| \| \| Lauterborniella fuscoguttata \| \| \| \| \| \| Lauterborniella longiventris \| \| \| \| \| \| Lauterborniella pulchra \| \| \| \| \| \| Lauterborniella varipennis \| \| \| \| |
|                 | Lauterborniella agrayloides |
|                 | |
|                 | Lauterborniella annulipes |
|                 | |
|                 | Lauterborniella cristata |
|                 | |
|                 | Lauterborniella fuscoguttata |
|                 | |
|                 | Lauterborniella longiventris |
|                 | |
|                 | Lauterborniella pulchra |
|                 | |
|                 | Lauterborniella varipennis |
|                 | |